# Манкин, Валентин Григорьевич

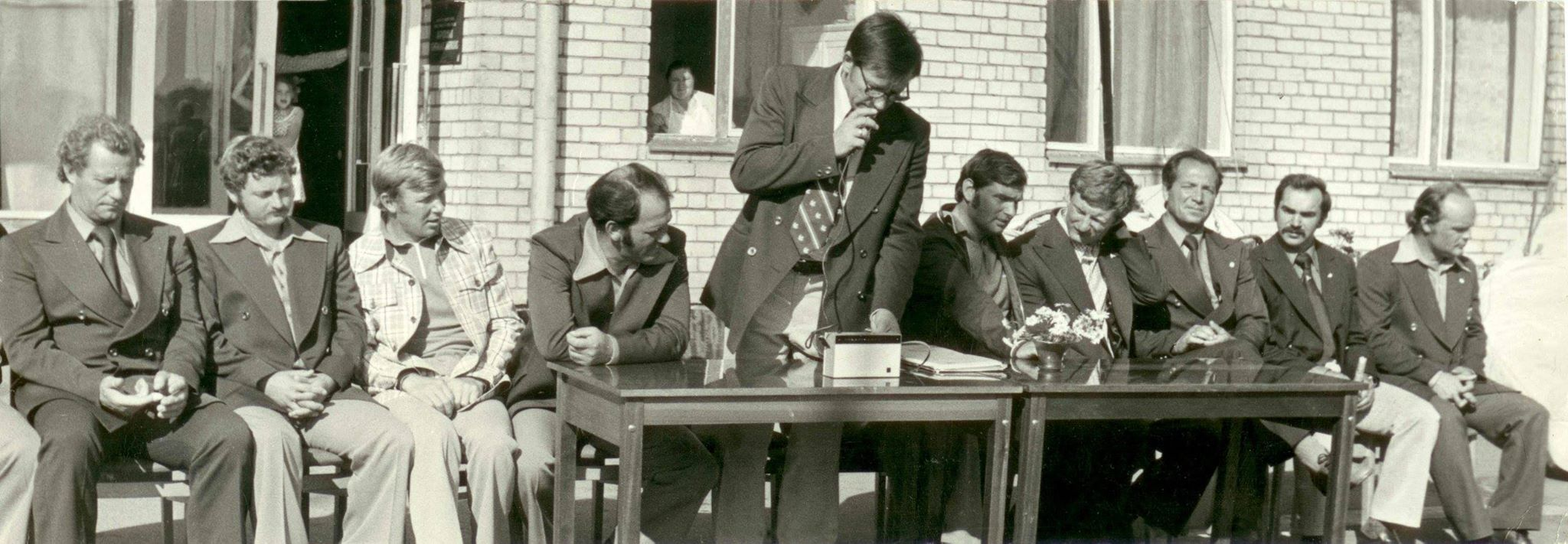
Отчёт Сборной СССР по парусному спорту после Олимпийских игр 1976. Слева — направо: Владимир Васильев, Владимир Леонтьев, Александр Потапов, Валентин Замотайкин, Юрий Пильчин — главный тренер, Андрей Балашов, Владислав Акименко, Валентин Манкин, Виктор Потапов, Борис Будников

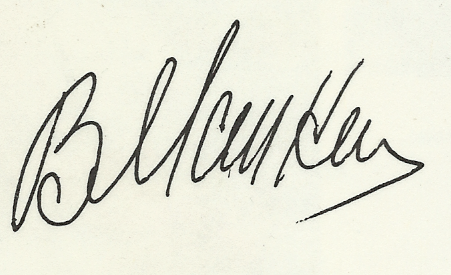
Автограф Валентина Манкина

Валенти́н Григо́рьевич Ма́нкин (до 1959 года — Шенбрейт, укр. Валентин Григорович Манкін; 19 августа 1938, Белокоровичи, Житомирская область — 1 июня 2014, Виареджо, Тоскана) — советский яхтсмен, трёхкратный олимпийский чемпион, первый в истории СССР чемпион мира по парусному спорту, заслуженный мастер спорта СССР (1968), заслуженный тренер СССР, неоднократный чемпион СССР с 1959 по 1981 год в различных классах яхт.
Единственный в мире яхтсмен, выигрывавший золотые олимпийские медали в трёх различных классах: Финн, Темпест и Звёздный.

## Спортивная биография
Начал заниматься парусным спортом в 1954 году. Первый тренер — Сергей Аркадьевич Машовец.
В 1956 году выиграл чемпионат Украинской ССР в Запорожье.
В 1958 году впервые стал призёром чемпионата СССР (3-е место). Получил звание мастера спорта СССР.
В 1959 году впервые стал чемпионом СССР.
В 1963 году впервые выступил за рубежом в международной регате в Варнемюнде.
В 1964 году был запасным в сборной СССР на Олимпиаде в Японии.
В 1987 году был включён в Международный еврейский спортивный зал славы.
С 1988 года на тренерской работе. На Олимпийских играх 1988 года был старшим тренером сборной СССР в классе «Звёздный». С 1989 по 1990 год — начальник Управления водных видов спорта Госкомспорта СССР.
С января 1991 года на тренерской работе в Италии. Фактически создал итальянскую школу парусного спорта, участвовал в подготовке многих яхтсменов высокого класса, включая призёра Олимпийских игр 2000 года Луку Девоти и олимпийскую чемпионку 2000 года Алессандру Сенсини.
На ежегодной конференции Международной федерации парусного спорта (ИСАФ), которая состоялась в Китае в ноябре 2015 года, Валентин Манкин посмертно был введён в Зал славы ИСАФ.

## Личная жизнь
До 1959 носил еврейскую фамилию Шенбрейт; сменил её на Манкин, чтобы иметь возможность выступать на международных соревнованиях. С 1959 по 1963 год оставался невыездным, пропустив Олимпиаду-1960 в Риме.
В 1962 году окончил Киевский инженерно-строительный институт.
Член КПСС с 1967 года.
В 1970 году написал книгу «Белый треугольник».
В Cевастопольском яхт-клубе получил звание капитана 2-го ранга и некоторое время находился на должности заместителя начальника клуба, где с 1970 года проходила его военная служба.
Скончался в Италии в 2014 году в городе Виареджо. Прах Манкина был развеян над Тирренским морем 27 июня 2014 года в присутствии дочери, внука, официальных представителей итальянского и российского парусного спорта.

## Звания и награды
- Заслуженный мастер спорта СССР (1968)
- Заслуженный тренер СССР (1984)
- Орден «Знак Почёта» — дважды
- Орден Дружбы народов

## Оценка деятельности
Шеф-редактор российского парусного журнала Yacht Russia Сергей Борисов так отзывался о Валентине Манкине:

А еще следует сказать, что Валентин Манкин был чем-то вроде белой вороны в нашей сборной. Его характеризовала громадная трудоспособность, нацеленность на результат. Он тренировался всегда и везде. Порой — по 12 часов в сутки, начиная с раннего утра, когда на остановке автобуса старался рассчитать длину тормозного пути, чтобы точно очутиться напротив его входной двери, и заканчивая поздним вечером изучением литературы по тактике и правилам ведения гонок.

Манкин изобрел целую серию тренажеров, помогающих сократить время на отработку технических приемов: скамейку для откренивания, поворотный станок для тренировки на берегу… Он вырабатывал выносливость, сидя часами на корточках перед телевизором, что необходимо гонщику на яхте при слабом ветре. Также Манкин занимался плаванием и греблей, показывая очень хорошие результаты. — 

## Семья
- Дочь — Ирина
- Внук — Дмитрий